# Рока Грималда
Рока Грималда (итал. Rocca Grimalda) је насеље у Италији у округу Алесандрија, региону Пијемонт.
Према процени из 2011. у насељу је живело 330 становника. Насеље се налази на надморској висини од 281 м.

## Становништво
| 1931. | 1936. | 1951. | 1961. | 1971. | 1981. | 1991. | 2001. | 2011. |
| ----- | ----- | ----- | ----- | ----- | ----- | ----- | ----- | ----- |
| 3.106 | 2.829 | 2.353 | 1.926 | 1.581 | 1.281 | 1.260 | 1.346 | 1.495 |